# 피터 루퍼스

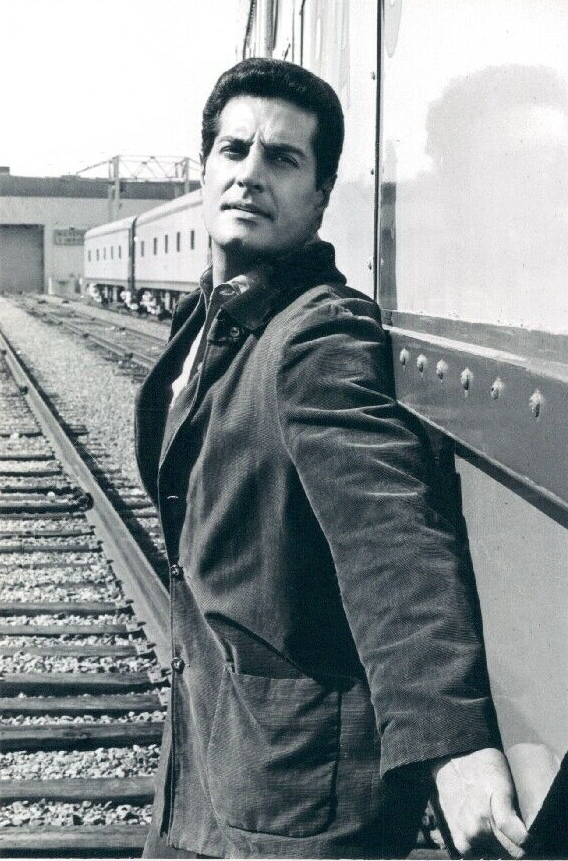

피터 루퍼스(Peter Lupus, 1932년 6월 17일 ~ )는 미국의 배우, 텔레비전 배우이다.
인디애나폴리스에서 태어났다.

## 영화
- 카를로스 웨이크 (1999년)
- 장미의 표적 (1993년)
- 사랑, 사기 그리고 도둑 (1993년)
- 반칙 게임 (1992년)
- 행화이어 (1991년)
- 트윈스 특공대 (1990년)
- 총알탄 사나이 - TV 시리즈 (1982년)
- 사랑의 유람선 (1977년)
- 제5전선 (1966년)
- 해변 파티 2 - 육체미 해변 파티 (1964년)